# Trichoscypha arborea
Trichoscypha arborea är en sumakväxtart som först beskrevs av Auguste Jean Baptiste Chevalier, och fick sitt nu gällande namn av Auguste Jean Baptiste Chevalier. Trichoscypha arborea ingår i släktet Trichoscypha och familjen sumakväxter. Inga underarter finns listade i Catalogue of Life.